# 龍龕手鏡

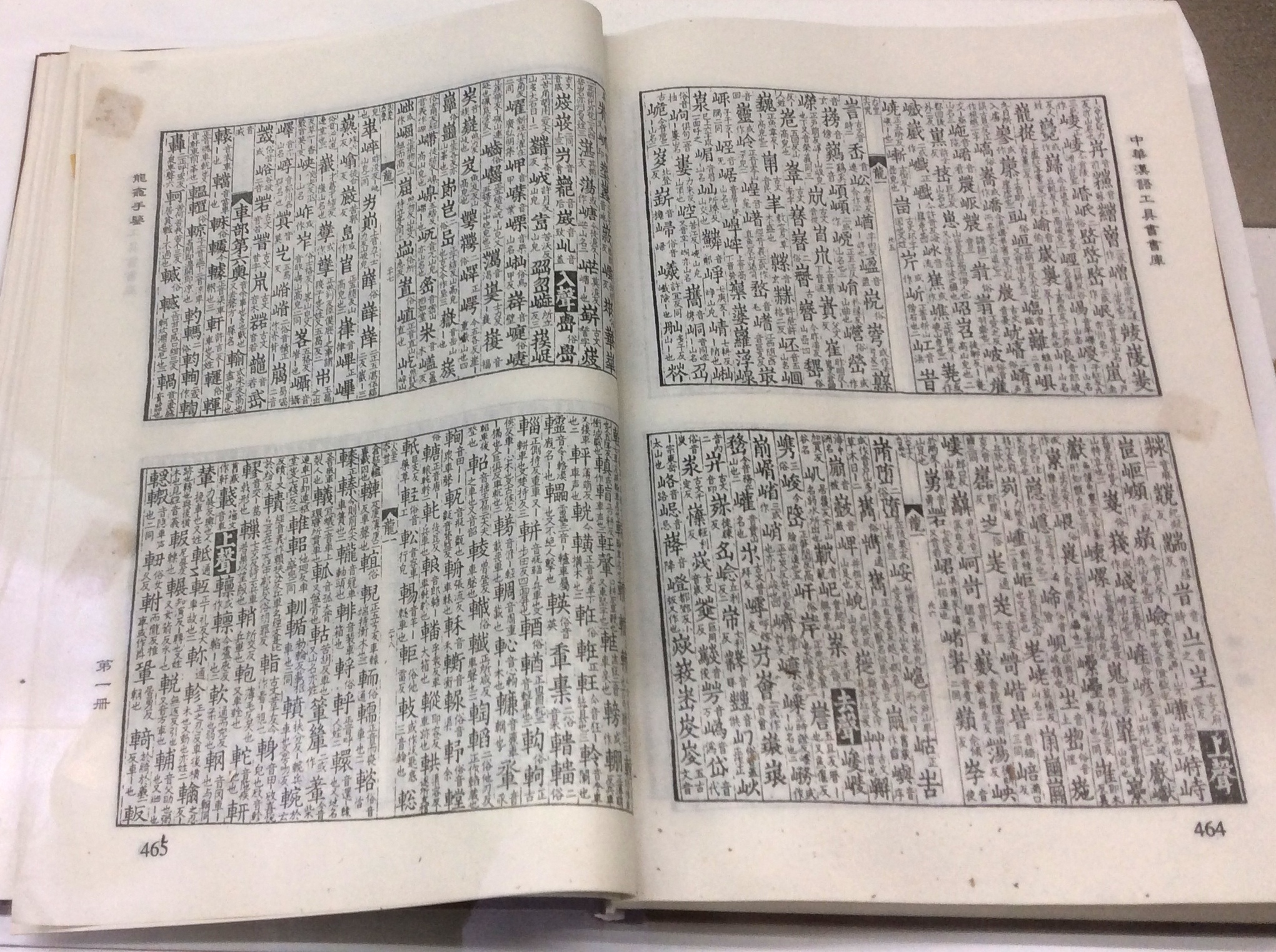
在中國山西省晉城市中華字典博物館展出的《龍龕手鑑》。

《龍龕手鏡》又名《龍龕手鑑》（997），是遼代僧人釋行均編寫的漢字字典，用作為佛教徒通解文字、正定字形、注音釋義，俾研讀佛典、透析佛理而編纂的一部佛學字書。龍龕象徵着佛經。此書收錄二萬六千餘字，註釋達16 3170字。
《龍龕手鏡》的遼代原刻本已佚失。現傳最早的有沈括《夢溪筆談》所錄的宋刻本，但因避諱宋太祖趙匡胤祖父「翼祖」趙敬的「敬」字，而改以與「鏡」同義之「鑑」刻名為《龍龕手鑑》。
在中國、日本等國已經不存在這本字典的原本，該字典僅存於韓國，1985年于中国重印。
《龙龛手鉴》属于中国古代佛教《音义书》之一，本为便于学习佛经所作。在編纂體例方面，《龙龛手鉴》给字排序的方法很有创新性。《龙龛手鉴》之前的汉语词典要么从字形上按部首排序，要么从字音上按读音排序，而《龙龛手鉴》两者兼具：以「字形部首」統攝二萬六千餘字，其部首之序，按平上去入四聲為次，計平聲97部，上聲60部，去聲26部，入聲59部，合計242部首。就分部編次上，行均不囿於東漢許慎《說文解字》「據形繫聯」、「始一終亥」的體例，而按當時通行俗體以四聲排列。體例雖不盡然完善，但頗具有創新的精神。《龙龛手鉴》收字达2.6万个，其中有很多是仅见于《手鉴》的异体字。
字分为正体、俗体、今体、古体和或作体，该分类法比《干禄字书》的更加详尽。字音以同音字或反切表示，少数字有音无义。

## 外部連結
- （日語） 木村正辭, 龍龕手鑑
- 中文维基文库中与本条目相关的原始文献：
- 中文维基文库中与本条目相关的原始文献：

《龍龕手鑑》（沈括版本） （页面存档备份，存于）